# Arthur Heygate Mackmurdo
Arthur Heygate Mackmurdo, né le 12 décembre 1851 à Londres et mort le 15 mars 1942 à Wickham Bishops (Essex) à l'âge de 90 ans, est un architecte et designer anglais, qui influença le mouvement Arts & Crafts et l'Art nouveau.

## Biographie
Fils d'un riche entrepreneur britannique spécialisé dans l'industrie chimique, Arthur H. Mackmurdo devient en 1869 l'assistant de l'architecte néo-gothique James Brooks (1825-1901) et du Royal Institute of British Architects (ARIBA). En 1873, il rend visite à John Ruskin qui dirige une école de dessins, The Ruskin School of Drawing and Fine Art, située à Oxford. Il accompagne Ruskin l'année suivante lors d'un voyage en Italie où il demeure pour étudier l'art renaissant, s'établissant dans la ville de Florence. De retour à Londres à la fin de l'année 1874, il ouvre son agence d'architecte sur Southampton Street.
En 1882, Mackmurdo fonde la Century Guild of Artists, s'associant notamment à Selwyn Image, Herbert Horne, Clement Heaton et au sculpteur Benjamin Creswick, un élève de Ruskin. Pendant onze ans, ce collectif de créateurs, précédant le mouvement Arts & Crafts initié par William Morris, produit de nombreux objets et projets architecturaux résolument nouveaux, qui seront présentés pour la première fois à l'Inventions Exhibition de Londres en 1885. En 1884, il lance leur revue manifeste The Hobby Horse. Ces productions sont sans conteste les premières à porter en gésine ce que certains critiques appelèrent par la suite l' Art nouveau. Les architectes Charles Voysey et Charles Rennie Mackintosh reconnurent leurs dettes à l'égard de la Century Guild.
Selon Nikolaus Pevsner, l'ouvrage Wren's City Churches (1883) conçu par Mackmurdo est « le premier travail de style art nouveau que l'on puisse identifié comme tel ». Il subit les influences de Rossetti et de Burne-Jones.

## Quelques créations

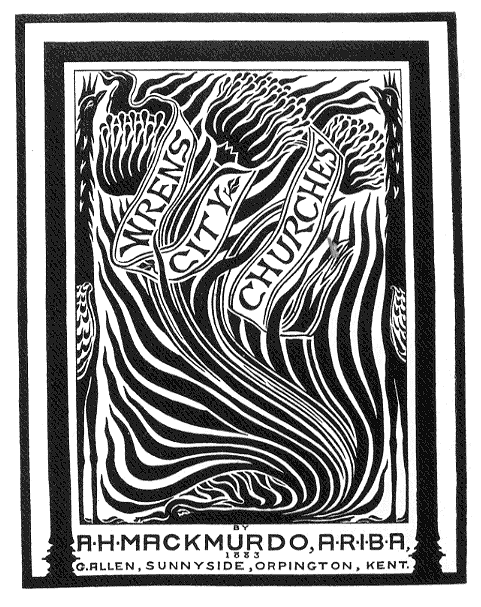
Page de titre de Wren's City Churches, essai sur les églises conçues par l'architecte Christopher Wren publié en 1883.
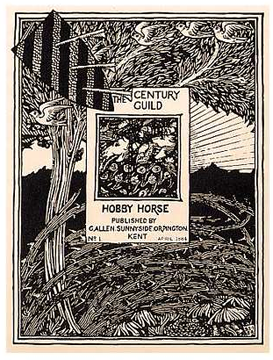
La revue The Hobby Horse, lancée en avril 1884.